# Epipristis australis
Epipristis oxycyma là một loài bướm đêm trong họ Geometridae.